# Records des Wizards de Washington
Cette page liste les records de l'équipe et des joueurs des Wizards de Washington depuis leur création en 1961.

## Records individuels en saison régulière
Légende: En Gras : joueurs encore en activité en NBA.

### En carrière
| Statistique             | Joueur       | Record |
| ----------------------- | ------------ | ------ |
| Matchs joués            | Elvin Hayes  | 984    |
| Points                  | Elvin Hayes  | 15 551 |
| Total de rebonds        | Wes Unseld   | 13 769 |
| Passes décisives        | John Wall    | 5 282  |
| Interceptions           | John Wall    | 976    |
| Contres                 | Elvin Hayes  | 1 558  |
| Tirs marqués            | Elvin Hayes  | 6 251  |
| 3 points inscrits       | Bradley Beal | 1 514  |
| Lancers francs inscrits | Elvin Hayes  | 3 046  |
| Pertes de balles        | John Wall    | 2 191  |

### Sur un match
| Statistique                | Joueur                               | Record | Date                                              |
| -------------------------- | ------------------------------------ | ------ | ------------------------------------------------- |
| Minutes                    | Walt Bellamy                         | 58     | 1er décembre 1964                                 |
| Points                     | Gilbert Arenas Bradley Beal          | 60     | 17 décembre 2006 6 janvier 2021                   |
| Paniers marqués            | Walt Bellamy Phil Chenier            | 22     | 17 décembre 1963 6 décembre 1972                  |
| Paniers tentés             | Walt Bellamy                         | 43     | 20 février 1962                                   |
| Paniers à 3 points réussis | Trevor Ariza                         | 10     | 12 février 2014                                   |
| Paniers à 3 points tentés  | Jordan Poole                         | 20     | 7 décembre 2024                                   |
| Lancers francs réussis     | Gilbert Arenas                       | 23     | 8 février 2006                                    |
| Lancers francs tentés      | Gilbert Arenas                       | 27     | 17 décembre 2006                                  |
| Rebonds défensifs          | Elvin Hayes                          | 28     | 17 novembre 1973                                  |
| Rebonds offensifs          | Andray Blatche                       | 16     | 1er avril 2011                                    |
| Total rebonds              | Walt Bellamy                         | 37     | 4 décembre 1964                                   |
| Passes décisives           | Kevin Porter                         | 24     | 23 mars 1980                                      |
| Interceptions              | Gus Williams Michael Adams John Wall | 9      | 30 octobre 1984 1er novembre 1991 2 novembre 2010 |
| Contres                    | Manute Bol                           | 15     | 25 janvier 1986 26 février 1987                   |
| Balles perdues             | Gilbert Arenas                       | 12     | 10 novembre 2009                                  |

## Records individuels en Playoffs

### En carrière
| Statistique             | Joueur       | Record |
| ----------------------- | ------------ | ------ |
| Matchs joués            | Wes Unseld   | 119    |
| Points                  | Elvin Hayes  | 1 997  |
| Passes décisives        | Wes Unseld   | 453    |
| Interceptions           | Elvin Hayes  | 95     |
| Total de rebonds        | Wes Unseld   | 1 777  |
| Contres                 | Elvin Hayes  | 212    |
| Tirs marqués            | Elvin Hayes  | 806    |
| 3 points inscrits       | Bradley Beal | 102    |
| Lancers francs inscrits | Elvin Hayes  | 385    |
| Pertes de balles        | John Wall    | 145    |

### Sur un match
| Statistique                | Joueur                                   | Record | Date                                              |
| -------------------------- | ---------------------------------------- | ------ | ------------------------------------------------- |
| Minutes jouées             | Earl Monroe                              | 54     | 26 mars 1970                                      |
| Points                     | Elvin Hayes                              | 46     | 20 avril 1975                                     |
| Paniers marqués            | Elvin Hayes                              | 19     | 29 mars 1974 20 avril 1975                        |
| Paniers tentés             | Earl Monroe                              | 35     | 27 mars 1969                                      |
| Lancers francs réussis     | Jeff Ruland                              | 15     | 5 mai 1992                                        |
| Lancers francs tentés      | Gilbert Arenas                           | 19     | 14 mai 2005                                       |
| Paniers à 3 points réussis | Gilbert Arenas Trevor Ariza Bradley Beal | 6      | 3 mai 2006 27 avril 2014 5 mai 2014 27 avril 2018 |
| Paniers à 3 points tentés  | Bradley Beal                             | 14     | 24 avril 2017                                     |
| Rebonds défensifs          | Elvin Hayes                              | 19     | 15 avril 1977                                     |
| Rebonds offensifs          | Elvin Hayes Wes Unseld Elvin Hayes       | 11     | 16 avril 1978 11 mai 1979 27 mai 1979             |
| Total rebonds              | Wes Unseld                               | 34     | 29 mars 1970                                      |
| Passes décisives           | John Wall                                | 17     | 21 avril 2015                                     |
| Interceptions              | Elvin Hayes Gilbert Arenas               | 6      | 24 avril 1979 8 mai 2005                          |
| Contres                    | Manute Bol                               | 9      | 18 avril 1986                                     |
| Balles perdues             | Wes Unseld Jeff Ruland John Wall         | 8      | 14 avril 1978 17 avril 1985 30 avril 2017         |

## Records de la franchise

### Sur une saison
| Statistique                    | Record | Moyenne par match          | Saison    |
| ------------------------------ | ------ | -------------------------- | --------- |
| Points marqués                 | 9 900  | 120,7 points / match       | 1969-1970 |
| Rebonds                        | 5 547  | 69,3 rebonds / match       | 1961-1962 |
| Passes décisives               | 2 288  | 27,9 passes / match        | 2023-2024 |
| Interceptions                  | 929    | 11,3 interceptions / match | 1974-1975 |
| Contres                        | 716    | 8,7 contres / match        | 1985-1986 |
| Tirs marqués                   | 3 925  | 47,9 tirs / match          | 1969-1970 |
| Tirs tentés                    | 8 578  | 105,9 tirs / match         | 1966-1967 |
| Pourcentage au tir             | 48,5%  | /                          | 1978-1979 |
| 3 points marqués               | 1 075  | 13,1 tirs / match          | 2024-2025 |
| 3 points tentés                | 3 210  | 39,1 tirs / match          | 2024-2025 |
| Pourcentage à 3 points         | 40,7%  | /                          | 1995-1996 |
| Lancers francs marqués         | 2 267  | 28,3 tirs / match          | 1965-1966 |
| Lancers francs tentés          | 3 186  | 39,8 tirs / match          | 1965-1966 |
| Pourcentage aux lancers francs | 78,8%  | /                          | 2019-2020 |
| Pertes de balles               | 1 677  | 20,4 pertes / match        | 1976-1977 |